# Ахметшин, Марат Радикович
Мара́т Ра́дикович Ахме́тшин (тат. Марат Радик улы Әхмәтшин; 27 июня 1980, Елизово, Камчатская область, РСФСР, СССР — 3 июня 2016, Пальмира, Сирия) — российский офицер, артиллерист, участник боевых действий в Сирии, Герой Российской Федерации (2016).

## Биография
Марат Ахметшин родился 27 июня 1980 года в Елизово Камчатской области в семье потомственных военных. Дед Марата был военным моряком, отец — военным лётчиком.
В 1997 году окончил среднюю школу № 113 в Казани, после чего поступил в Казанское высшее артиллерийское командно-инженерное училище (с 1998 года — Казанский филиал Военного артиллерийского университета), которое окончил в июне 2002 года.
После училища направлен в 58-й армию Северо-Кавказского военного округа, где назначен командиром гаубичного самоходно-артиллерийского взвода, располагавшегося в Кабардино-Балкарии. Через год, в июне 2003 года назначен командиром гаубичной самоходно-артиллерийской батареи. В 2005 году произведён в капитаны. В декабре 2009 года назначен помощником командира батальона по артиллерии.
С 2005 по 2009 год[уточнить] неоднократно направлялся в Цхинвал (Южная Осетия) в состав миротворческого контингента Вооружённых Сил Российской Федерации.
В июле 2009 года назначен командиром гаубичной артиллерийской батареи (г. Гюмри, Республика Армения). В июне 2010 года в связи с расформированием части уволился с военной службы в запас.
В декабре 2015 года вернулся на военную службу и назначен начальником разведки штаба гаубичного самоходно-артиллерийского дивизиона в 3-й мотострелковой дивизии.
Весной 2016 года командирован в Сирийскую Арабскую Республику в состав российского воинского контингента. 3 июня 2016 года в районе города Пальмира в ходе боя с боевиками ИГИЛ получил многочисленные ранения, от которых скончался в госпитале.
Похоронен 6 июня 2016 года в деревне Атабаево Лаишевского района Республики Татарстан.
Указом Президента Российской Федерации от 23 июня 2016 года капитану Ахметшину «за мужество и героизм при выполнении специальных задач» посмертно присвоено звание Героя Российской Федерации. 31 августа в Казанском кремле состоялось вручение медали «Золотая Звезда» семье героя.

## Память
В начале 2017 года казанской средней школе № 113 присвоено имя Героя Российской Федерации Марата Ахметшина, на здание установлена мемориальная доска. В декабре 2018 года у здания школы открыт бюст Марата Ахметшина.
Также в начале 2017 года имя Марата Ахметшина было присвоено Атабаевской средней школе, а в сентябре этого года на её территории был установлен бюст героя. Тогда же, в сентябре 2017 года, в Атабаево был открыт сквер имени Марата Ахметшина, в котором установлена памятная стела с его барельефом.  
Имя Марата Ахметшина носит улица в селе Осиново.

## Награды
- Герой Российской Федерации (23.06.2016, посмертно)
- Медаль «За укрепление боевого содружества» (2006)
- Медаль «За отличие в военной службе» 3-й степени (2008)

## Семья
У Марата Ахметшина остались жена, Гузель Равилевна Ахметшина, и трое детей — Зарина, Амир и Ралина.